# The Wind That Shakes the Barley
The Wind That Shakes the Barley – dziewiąty studyjny album Loreeny McKennitt z 2010 r., nakładem Quinland Road. Nawiązując do celtyckich inspiracji obecnych od początku kariery, McKennitt nagrała materiał w całości w świątyni Sharon Temple, wybudowanej w 1832 w Toronto, prowincji Ontario w Kanadzie.

## Lista utworów
Wszystkie utwory są tradycyjnymi utworami irlandzkiej muzyki folkowej, chyba że zaznaczono inaczej:
1. "As I Roved Out" – 4:59
2. "On a Bright May Morning" – 5:08
3. "Brian Boru's March" – 3:51
4. "Down by the Sally Gardens" (słowa: William Butler Yeats) – 5:39
5. "The Star of the County Down" – 3:34
6. "The Wind That Shakes the Barley" (słowa: Robert Dwyer Joyce) – 6:01
7. "The Death of Queen Jane" (muzyka: Dáithí Sproule) – 6:04
8. "The Emigration Tunes" (muzyka: McKennitt) – 4:42
9. "The Parting Glass" – 5:13